# Aržano
|  | No s'ha de confondre amb Arzano. |

Aržano és un petit poble de Zagora (Croàcia), situat prop de la frontera amb Bòsnia i Hercegovina a una altitud de 650 m. La població és de 478 habitants (cens 2011). Hi ha una afluència de descendents que arriben durant els períodes de vacances, principalment de les ciutats més grans, Split i Zagreb.
El poble és conegut per tenir el «Torneig Memorial Josip Jović» anual, un torneig de futbol a 6 en honor a la mort del local Josip Jović, la primera víctima de la Guerra de la independència croata de 1991-1995.

## Geografia
Es troba a la frontera de Croàcia amb Bòsnia i Hercegovina. Es troba a 23 km d'Imotski, a 46 km de Split i a 26 km de Livno (Bòsnia i Hercegovina). L'assentament es troba a la carretera estatal D39.

## Població
De 1880 a 1900, l'assentament es va anomenar Polje.
| Gràfica de població d'Aržano (de 1857 fins a 2011) | Gràfica de població d'Aržano (de 1857 fins a 2011)                                | Gràfica de població d'Aržano (de 1857 fins a 2011) |
| -------------------------------------------------- | --------------------------------------------------------------------------------- | -------------------------------------------------- |
|                                                    |                                                                                   |                                                    |
|                                                    |                                                                                   |                                                    |
|                                                    | Font: Publicacions de l'Oficina Estatal d'Estadística de la República de Croàcia. |                                                    |